# Beleg van Parijs (1870-1871)
De Belegering van Parijs duurde van 19 september 1870 tot 28 januari 1871. Het uiteindelijke resultaat was de definitieve Franse nederlaag in de Frans-Pruisische Oorlog en de totstandkoming van het Duitse Keizerrijk.

## Achtergrond
Het Pruisische 3e Leger onder de kroonprins Frederik Willem (de toekomstige keizer Frederik III) was al in augustus 1870 onderweg naar Parijs, maar het was teruggeroepen om met Franse troepen onder Napoleon III zelf af te rekenen. Deze troepen werden bij de Slag bij Sedan verpletterd, waarna de weg naar Parijs vrij was. Koning Wilhelm I van Pruisen nam zelf het bevel over de Pruisische troepen, samen met zijn stafchef Helmuth von Moltke. Hij bracht het 3e Leger, samen met het nieuwe Pruisische Maasleger onder kroonprins Albert van Saksen, bijna zonder tegenstand naar Parijs. In Parijs verzamelde de gouverneur en commandant van de verdediging van de stad, generaal Louis Jules Trochu, een strijdmacht bestaande uit soldaten die onder Joseph Vinoy uit Sedan waren gevlucht, de Nationale Garde en een brigade matrozen. In totaal waren dit 400.000 man.

## Het beleg
De Duitse legers konden Parijs snel bereiken en op 15 september gaf Moltke bevel de stad te omsingelen. Het leger van kroonprins Albert benaderde Parijs vanuit het noorden, terwijl kroonprins Frederik vanuit het zuiden optrok. Op 17 september viel een eenheid onder Vinoy het leger van Frederik bij Villeneuve-Saint-Georges aan, in een poging een bevoorradingsdepot aldaar te redden. Uiteindelijk moesten ze zich onder artillerievuur terugtrekken. De spoorlijn naar Orléans werd opgebroken en op de 18e werd Versailles ingenomen. Daar werd eerst het hoofdkwartier van het 3e leger en daarna dat van Wilhelm gevestigd. Op 19 september was de stad volledig omsingeld en begon het beleg.
Op 7 oktober vertrok minister van Oorlog Léon Gambetta met een luchtballon uit het belegde Parijs vanop de heuvel van Montmartre. Hij moest in het onbezette deel van Frankrijk nieuwe legers oprichten om het beleg te breken.
Bismarck, de eerste minister van Pruisen, stelde voor de stad te bombarderen en zo een snelle overwinning af te dwingen, waardoor Franse pogingen om de stad te ontzetten zinloos zouden worden. Het Duitse oppercommando, aangevoerd door de koning van Pruisen, sloeg dit voorstel echter af op aandringen van generaal Leonhard von Blumenthal, die het bevel had over het beleg. Von Blumenthal voerde aan dat een beschieting de burgerbevolking in gevaar zou brengen, in strijd zou zijn met het oorlogsrecht en derden tegen de Duitsers in het harnas zou jagen. Daarnaast was hij van mening dat een snelle Franse overgave ervoor zou zorgen dat de nieuwe Franse legers onverslagen zouden blijven, zodat Frankrijk de oorlog weer snel voort zou kunnen zetten. De nieuwe Franse legers zouden eerst moeten worden vernietigd, en Parijs door uithongering tot overgave worden gedwongen.
Trochu had weinig vertrouwen in de kwaliteiten van de Nationale Gardisten, waar meer dan de helft van de verdedigers van de stad uit bestond. In plaats van te proberen de omsingeling van de stad te voorkomen, hoopte Trochu dus maar dat Moltke zou proberen de stad te bestormen, zodat de Fransen profijt zouden kunnen hebben van de verdedigingswerken van de stad: de stadsomwalling van Thiers en een gordel van forten daarrond.

### Uitbraakpogingen
Moltke was nooit van plan geweest de stad aan te vallen, iets wat kort na het begin van de belegering duidelijk werd. Trochu veranderde van plan en stond Vinoy toe om de Pruisen ten westen van de Seine aan te vallen. Op 30 september viel Vinoy Chevilly aan met 20.000 soldaten. Hij werd overtuigend teruggeslagen door het 3e leger. Op 13 oktober werd het 2e Beierse Korps verdreven uit Châtillon, maar de Fransen waren door Pruisische artilleriebeschietingen gedwongen zich terug te trekken.
Generaal Carey de Bellemare voerde het bevel over het sterkste fort ten noorden van Parijs, bij Saint-Denis. Zonder bevelen viel Bellemare op 29 oktober de Pruisische Garde aan bij Le Bourget en wist de stad in te nemen. De Garde had weinig interesse in het terugveroveren van hun posities bij Le Bourget, maar kroonprins Albert beval dat de stad toch weer ingenomen moest worden. In de Slag bij Le Bourget wist de Pruisische Garde de stad weer in te nemen en 1200 Fransen gevangen te nemen. Toen het nieuws van de Franse overgave bij Metz en de nederlaag bij Le Bourget de stad bereikte, begon het moreel in Parijs af te brokkelen. Het volk van Parijs begon de gevolgen van de Duitse blokkade inmiddels te ondervinden. In de hoop het moreel een beetje op te vijzelen, lanceerde Trochu op 30 november de grootste uitval uit Parijs, ondanks dat hij weinig hoop had op een doorbraak. Hij stuurde Auguste-Alexandre Ducrot met 80.000 soldaten het veld in tegen de Pruisen bij Champigny, Créteil en Villiers. In wat later bekend zou worden als de Slag bij Villiers, wisten de Fransen posities te veroveren en te behouden bij Cretail en Champigny. Op 2 december wist het korps uit Württemberg Ducrot echter weer achter de verdedigingslinies terug te drijven en op 3 december was de slag voorbij.
Een laatste uitbraakpoging werd ondernomen op 19 januari, gericht op Buzenval nabij het Pruisische hoofdkwartier ten westen van Parijs. De kroonprins wist de aanval echter met gemak af te slaan, met slechts 600 Pruisische verliezen tegenover 4000 Franse. Trochu trad af als gouverneur en liet 146.000 verdedigers aan generaal Vinoy na.

### Bombardementen
Tijdens de wintermaanden liep de spanning onder het Pruisische oppercommando op. Veldmaarschalk von Moltke en generaal Leonhard von Blumenthal, die het bevel voerde over de belegering, waren vooral bezig met een methodische belegering waarbij de afgelegen forten rond de stad zouden worden vernietigd en de verdedigende troepen langzaam zouden worden afgemat, zonder zware verliezen aan Duitse zijde.
Met het voortschrijden van de tijd groeide echter de angst dat de Duitse economie te zwaar zou moeten lijden onder een lange oorlog, en dat een langdurige belegering de Franse regering ervan zou overtuigen dat Pruisen nog kon worden verslagen. Tevens zou een langdurige veldtocht de Fransen de tijd geven een nieuw leger op poten te zetten en tevens neutrale mogendheden ervan kunnen overtuigen de wapens tegen Pruisen op te nemen. Voor Bismarck was Parijs de beslissende factor om het verzet van de onbuigzame republikeinse leiders van Frankrijk te breken, de oorlog bijtijds te winnen en gunstige vredescondities voor Pruisen te bedingen. Moltke maakte zich ook zorgen dat de Duitse legers rond de stad onvoldoende konden worden bevoorraad, omdat er ziektes zoals tuberculose uitbraken onder de belegerende soldaten. Bovendien moest de bevoorrading worden verdeeld tussen de troepen rond Parijs en de troepen die in het Loiregebied tegen de overgebleven Franse legers in het veld vochten.
Op 25 januari 1871 overstemde Wilhelm I Moltke en bepaalde dat de veldmaarschalk vanaf dat moment alles met Bismarck zou moeten overleggen. Bismarck beval onmiddellijk dat de stad moest worden gebombardeerd met zwaar kaliber kanonnen van Krupp. Parijs werd tijdens de belegering van 1870-1871 zwaarder beschadigd dan bij enig ander conflict. De stad gaf zich over op 28 januari 1871.

## Resultaten
De Pruisen hadden de overwinning weten te behalen in de Frans-Duitse Oorlog. Wilhelm I werd op 18 januari 1871 in de spiegelzaal van het kasteel van Versailles tot Duitse keizer uitgeroepen. De zuidelijke vorstendommen Beieren, Württemberg, Baden en Hessen verenigden zich met de staten van de Noord-Duitse Bond tot het Duitse Keizerrijk. De voorwaardelijke vrede werd getekend in het kasteel van Versailles, gevolgd door de definitieve vrede bij het Verdrag van Frankfurt op 10 mei 1871. Otto von Bismarck kon met dit verdrag het economisch sterke Elzas-Lotharingen, dat sinds de Vrede van Westfalen in 1648 Frans was geweest, bij het Duitse Keizerrijk voegen.
Een andere bepaling in het verdrag regelde de aanwezigheid van een Duits garnizoen in Parijs. Dat er na de nederlaag ook nog Duitse troepen in Parijs zouden verblijven, zorgde voor woede bij de verbitterde bewoners. Wrok jegens de huidige Franse regering zorgde ervoor dat in april en mei 1871 de arbeiders en nationale gardisten in Parijs in opstand kwamen en de Commune van Parijs uitriepen.
Op de Oorlogsherdenkingsmunt voor de veldtochten van 1870 en 1871 werd na 1895 door de Duitse veteranen een speciale herinneringsgesp ter herinnering aan dit gevecht gedragen.

## Trivia
- Om vanuit Parijs brieven te versturen naar het onbezette Frankrijk werd gebruikgemaakt van ballonpost, met een prijs van 20 centimen per brief. Tussen 23 september 1870 en 28 januari 1871 brachten 67 ballons tonnen post over de Pruisische linies.[1] Sommige kwamen terecht in België en Nederland.
- Door de ernstige voedseltekorten waren de Parijzenaren gedwongen ieder dier dat ze te pakken kregen te slachten. Ratten, honden, katten en paarden stonden regelmatig op het menu van Parijse restaurants. Ook het enige paar olifanten in de dierentuin van Parijs werd opgegeten.